# Лицарі (Warhammer 40,000)
Лицарі та Титани у вигаданому всесвіті Warhammer 40,000 — загальна назва гігантських крокуючих бойових роботів. Здебільшого це бойові машини Імперіуму, але у багатьох інших сторін конфліктів є свої аналоги. Лицарі, на відміну від Титанів, є однією з основних армій для настільної гри Warhammer 40,000.

## У настільній грі
У настільних іграх за всесвітом Warhammer 40,000 Лицарі виступають юнітами, що діють за правилами техніки (надважка крокуюча), але володіють дуже великою бронею і силою, відповідно значною ціною в очках.
Титани не використовуються в звичайній Warhammer 40,000. Вперше як ігрові юніти вони з'явилися в похідній грі Epic, а саме в наборі Adeptus Titanicus 1988 року. Ця гра відтворює битви більшого масштабу з використанням менших мініатюр.

## Лицарі

### Імперські Лицарі
Імперські Лицарі є двоногими роботами, керованими одним пілотом, що служать Імперіуму поряд з арміями Астра Мілітарум і Адептус Астартес. Походять з феодальних планет, де існували ще до утворення Імперіуму. Час існування перших Лицарів сягає епохи розквіту людства у 15-25 тисячоліттях. Розквіту лицарства посприяли союзи віднайдених у 30-у тисячолітті лицарських домів з Адептус Механікус, котрі за тисячоліття утворили нерозривну єдність. Надалі багато планет також примкнули безпосередньо до Імперіуму.
Налічується сотні лицарських світів, де пілотування роботів є родовою справою. З часом між пілотом і роботом виникає двосторонній зв'язок на кшталт симпатії. Існують так звані Великі доми, які володіють могутністю захищати цілі сектори галактики. Це доми Кадмус, Террін, Грифон і Гокшрауд. Кожен з них володіє власними традиціями і геральдикою. Лицар також може піти на службу якій-небудь організації сам, якщо його дім загинув, або Лицар шукає помсти чи спокути провин. Таких воїнів прийнято називати «вільними лезами».
Лицарі бувають різних моделей і рангів. Традиційно вони несуть стрілецьке озброєння в правій руці, зброю ближнього бою в лівій та ракети або артилерію на спині. Крім фізичної броні Лицарі захищаються силовими полями — іонними щитами.

### Лицарі Хаосу
Деякі лицарські доми та «вільні леза» впродовж усієї історії Імперіуму присягали на вірність силам Хаосу. На відміну від імперських Лицарів, Лицарі Хаосу можуть не пілотуватися як живими пілотами, а керуватися демонами, для яких робот слугує тілом.

## Титани

### Імперські Титани
Титани — це двоногі машини, керовані екіпажем з багатьох чоловік, найбільші крокуючі машини, здатні вести бої на поверхнях планет. Перевершують їх тільки Ординатуси — надвеликі бойові машини, що часто конструюються для конкретних боїв та існують в одиничних екземплярах. Титани знаходяться у віданні Адептус Механікус і надаються за особливих умов, коли вимагається задіяння зосередженої потужної і мобільної військової сили. Їх конструюванням і обслуговуванням займається спеціальний підрозділ Механікус — Колегія Титаніка. Всі Титани входять до складу так званих легіонів Титанів, які базуються на Світах-кузнях, маючи власні особливості конструювання і геральдику.
Керування Титаном відбувається прицепсом, який часто фізично приєднується до систем робота. Титан володіє власною волею (програмами, які техножерці вважають «духом машини») і може підкорити прицепса, якщо його воля слабка. За контроль систем відповідають модератори, розміщені на містку Титана. Службовці-сенсори аналізують дані від датчиків, а керманичі займаються забезпеченням ходи робота і збереженням ним рівноваги.
Лицарі часто розцінюються як окремий одномісний клас Титанів. Їхнє виробництво і обслуговування найбільш просте, хоча вогнева міць не є дуже великою.
«Гончак» — найдрібніший клас Титанів, близько 14 метрів заввишки, переважно це розвідувальні машини і вогнева підтримка більших Титанів. Примітною особливістю «Гончаків» є вигнуті колінами назад ноги і видовжена голова, розміщена на кінці масивного горизонтального тулуба.
«Грабіжник» — клас багатоцільових машин, що використовуються на передових лініях військових дій. Вирізняються більш людиноподібними пропорціями з головою посередині тулуба. Заввишки в середньому 15 метрів. Колегія Титаніка розглядає «Грабіжників» і вищі типи як втілення Бога-машини, а тому вважає їх об'єктами поклоніння.
«Воєначальник» — найпоширеніший клас Титанів і водночас найбільш різнорідний. Пропорціями нагадує «Грабіжника» з більш масивними плечима, на яких встановлюється майданчики зі зброєю. Висота машин цього класу варіюється від 22 до 200 метрів.
«Імператор» — найбільші і найпотужніші Титани, котрі являють собою пересувні фортеці. Пропорції вирізняються масивними ногами і численними баштами з гарматами, встановленими на плечах. Висота машин цього класу варіюється від 150 до 400 метрів. Нерідко Титану типу «Імператор» оформлюються як собори зі шпилями і вітражами, виконуючи функції святинь, окрім бойових завдань.

### Титани Хаосу
Під час Єресі Горуса половина легіонів Титанів підтримала Горуса, ставши на бік сил Хаосу. З часом це спотворило машини і їхній екіпаж, як морально, так і фізично. Екіпаж Титанів Хаосу зрощений з механізмами. Машини класу «Імператор» у більшості одержимі демонами, що використовують Титанів як свої тіла в матеріальному світі. Чимало Титанів зрадників отримують покровительство одного з богів Хаосу, набуваючи відповідних можливостей і вигляду.
Обслуговування Титанів Хаосу покладається на зрадників з числа Адептус Механікус, так званих Темних Механікус.

## Аналоги в інших цивілізацій
Машини, здатні протистояти Титанам Імперіуму і Хаосу, мають також інші цивілізації.
У орків це стомпи і гарганти. Обидва види — це незграбні крокуючі машини, оснащені зброєю, що пропорціями приблизно нагадують орків. Конструкція кожного унікальна, оскільки створюється на основі інтуїції меків — орків, що від природи володіють глибоким розумінням машинобудування. Їхнє озброєння типово менш далекобійне за імперське, а броня більш вразлива. Проте орчі роботи мають більше структурних компонентів, тому їх важче вивести з ладу. Не всі стомпи порівнянні з Титанами, але найбільші можуть використовуватися з тією ж метою і воювати один на один проти Титанів. Гарганти ж є повноцінними еквівалентами Титанів і також слугують ідолами орчих божества — Горка і Морка. Найбільші гарганти можуть досягати розмірів Титанів класу «Імператор».
Титани еладрів більш витончені й швидкі, водночас порівняно вразливі. Пілоти елдарських машин встановлюють психічний зв'язок з системами робота, керуючи ними, як власним тілом. Завдяки самовідновлюваному матеріалу «примарній кістці» та спеціальним голографічним полям елдарські Титани легко уникають уражень і здатні швидко відновлюватися.
Тираніди можуть вирощувати так званих Біотитанів — величезні організми, призначені для ближнього бою проти Титанів, інших надвеликих машин чи пробивання укріплень. Хоча вони не володіють далекобійною зброєю або силовими полями, проте такі істоти можуть лікуватися поза боєм.

## У масовій культурі
Титани, крім настільної гри Epic, фігурують у відеоіграх Final Liberation: Warhammer Epic 40,000 (1997), Dawn of War — Winter Assault (2005), Space Marine (2011). У Warhammer 40,000: Freeblade (2016) Лицар є протагоністом.